# Шоу Клівленда
Шоу Клівленда (англ. The Cleveland Show) — американський комедійний мультсеріал, створений в 2009 році Сетом МакФарлейном, Майком Генрі і Річардом Еппелом. Серіал є спінофом «Гріфінів» (інша назва «Сім'янин»), який також був створений МакФарлейном. Прем'єра серіалу відбулася 27 вересня 2009.
Сюжет серіалу розвивається довкола другорядного персонажу мультсеріалу «Гріфіни» Клівленда Брауна та його сина, Клівленда молодшого. Після значного успіху першого епізоду шоу FOX відвела серіалу цілий сезон. У січні 2010, компанія замовила другий сезон. У вересні 2010, FOX замовила 3 сезон, в травні — 4 сезон.

## Список епізодів (2009–2013)
| Сезон | Епізоди | Прем'єрний показ | Прем'єрний показ | Рейтинг Нільсена        | Рейтинг Нільсена   |
| Сезон | Епізоди | Перший ефір      | Останній ефір    | Кількість глядачів, млн | Позиція в рейтингу |
| ----- | ------- | ---------------- | ---------------- | ----------------------- | ------------------ |
| 1     | 21      | 27 вересня 2009  | 23 травня 2010   | 6,38                    | #72                |
| 2     | 22      | 26 вересня 2010  | 15 травня 2011   | 6,12                    | #90                |
| 3     | 22      | 25 вересня 2011  | 20 травня 2012   | 4,03                    | #144               |
| 4     | 23      | 7 жовтня 2012    | 19 травня 2013   | 3,05                    | #129               |